# Bertil Ohlin
Bertil Gotthard Ohlin (tiếng Thụy Điển: [ˈbæʈil uˈliːn]) (23 tháng 4 năm 1899 – 3 tháng 8 năm 1979) là một nhà chính trị và kinh tế học người Thụy Điển. Ông là giáo sư kinh tế tại trường kinh tế Stockholm từ năm 1929 tới năm 1965. Ông cũng là lãnh đạo của Đảng Nhân dân Tự do, một đảng theo đường lối xã hội tự do, trong giai đoạn 1944 tới 1967 đây là đảng lớn nhất trong phe đối lập với Đảng dân chủ xã hội. Ông cũng từng nhận chức Bộ trưởng Thương mại một thời gian ngắn từ năm 1944 tới năm 1945 trong Chính phủ liên minh trong Thế chiến II của Thụy Điển.
Tên của Ohlin được đặt cho một mô hình toán học tiêu chuẩn cả thương mại tự do quốc tế, đó là mô hình Heckscher–Ohlin, mô hình này được ông phát triển cùng với cộng sự là Eli Heckscher. Ông cùng với nhà kinh tế người Anh là James Meade đã được nhận Giải thưởng Nobel về khoa học kinh tế năm 1977 "cho những đóng góp của họ mở đường cho lý thuyết về thương mại quốc tế và chuyển dịch vốn quốc tế".

## Tiểu sử
Ông nhận được bằng cử nhân tại đại học Lund năm 1917, và bằng thạc sĩ tại Đại học Harvard năm 1923, Ohlin nhận bằng tiến sĩ tại Đại học Stockholm năm 1924. Năm 1925 ông trở thành giáo sư tại Đại học Copenhagen. Năm 1929, ông tranh luận với John Maynard Keynes, mâu thuẫn đối với quan điểm sau cùng về hậu quả của các điều khoản thanh toán bồi thường chiến tranh nặng nề đối với nước Đức bại trận. (Keynes dự đoán một cuộc chiến tranh nổ ra bởi gánh nặng nợ nần của nước Đức, nhưng Ohlin nghĩ Đức có đủ khả năng bồi thường). Các cuộc tranh luận này đã trở nên quan trọng trong lý thuyết hiện đại về thanh toán quốc tế đơn phương.
Năm 1930, Ohlin tiếp bước người thầy của mình là Eli Heckscher, trở thành giáo sử kinh tế tại trường kinh tế Stockholm. Năm 1933, Ohlin xuất bản một tác phẩm khiến ông nổi tiếng trên toàn thế giới, đó là cuốn Thương mại quốc tế và liên khu vực. Trong tác phẩm này Ohlin đã xây dựng một lý thueyets kinh tế về thương mại quốc tế từ những tác phẩm trước đó của Heckscher và luận án tiến sĩ của chính Ohlin. Ngày nay lý thuyết này được biết đến với tên gọi mô hình Heckscher–Ohlin, một mô hình kinh tế được các nhà kinh tế học sử dụng cho tranh luận về lý thuyết thương mại.
Mô hình này là một bước đột phá vì nó cho thấy lợi thế so sánh có thể liên quan như thế nào đến các đặc tính tổng quát chung của vốn và nguồn nhân lực của quốc gia, và cho thấy các đặc tính này có thể thay đổi theo thời gian. Mô hình này cung cấp một cơ sở cho công trình sau này về tác động của sự bảo vệ về tiền lương thực tế, và đạt được hiệu quả trong dự đoán và phân tích sản xuất; bản thân Ohlin sử dụng mô hình này để đạt được định lý Heckscher-Ohlin, nó cho thấy các quốc gia sẽ chuyên môn hóa trong các ngành công nghiệp có thể sử dụng hầu hết các nguồn tài nguyên quốc gia kết hợp một cách hiệu quả. Ngày nay, lý thuyết này đã bị bác bỏ phần lớn, nhưng nó vẫn có một khuôn khổ hữu ích trong cách hiểu về thương mại quốc tế.
Sau đó, Ohlin và các thành viên khác thuộc "trường Stockholm" mở rộng các phân tích kinh tế của Knut Wicksell để tạo ra lý thuyết về dự đoán kinh tế vĩ mô Keynes.
Ohlin là lãnh đảo đảng của đảng Nhân dân Tự do từ năm 1944 tới năm 1967, đây là đảng đối lập chính của chính phủ do đảng Dân chủ Xã hội đứng đầu vào thời kỳ đó, và từ năm 1944-1945, ông là bộ trưởng thương mại trong chính phủ thời kỳ chiến tranh. Con gái của ông là Anne Wibble, cũng là một thành viên của đảng Nhân dân Tự do, từng là bộ trưởng Tài chính giai đoạn 1991-1994.
Năm 2009, một con đường gần với trường kinh tế Stockholm đã được đặt tên theo tên của ông: "Bertil Ohlins Gata".

## Định lý Heckscher - Ohlin
Bài chi tiết: Định lý Heckscher-Ohlin
Định lý Heckscher-Ohlin, là kết luận từ mô hình Heckscher-Ohlin về thương mại quốc tế, khẳng định: thương mại giữa các quốc gia là sự cân đối liên quan đến giá trị vốn và lao động. Ở các nước có một sự dư thừa vốn, mức lương có xu hướng cao; do đó, các sản phẩm có hàm lượng lao đọng cao, ví dụ dệt may, thiết bị điện tử đơn giản, vv, là tốn kém hơn để sản xuất trong nước. Ngược lại, các sản phẩm có hàm lượng vốn cao, ví dụ xe ô tô, hóa chất, vv, là ít tốn kém để sản xuất nước. Các quốc gia có lượng vốn lớn sẽ xuất khẩu sản phẩm thâm dụng vốn và sẽ nhập khẩu các sản phẩm thâm dụng lao động. Các quốc gia có số lượng lao động cao sẽ làm ngược lại.
Các điều kiện sau đây phải là đúng:
- Các yếu tố chính của sản xuất, cụ thể là hàm lượng lao động và vốn, không có các tỷ lệ tương tự ở cả hai nước.
- Hàng hóa sản xuất của hai nước đòi hỏi khác biệt hoặc nhiều vốn hoặc nhiều lao động.
- Lao động và vốn không di chuyển giữa hai nước.
- Không có chi phí liên quan đến vận chuyển hàng hoá giữa các quốc gia.
- Các công dân của hai nước thương mại có nhu cầu tương tự.

Lý thuyết này không phụ thuộc vào tổng nguồn vốn hoặc lao động, nhưng phụ thuộc giá trị của mỗi người lao động. Điều này cho phép các nước nhỏ thương mại với các nước lớn bằng cách chuyên sản xuất các sản phẩm sử dụng những yếu tố sẵn có nhiều hơn so với đối tác thương mại của mình. Giả định quan trọng là vốn và lao động không có các tỷ lệ giống nhau ở hai nước. Điều đó dẫn đến chuyên môn hóa sản xuất, từ đó mang lại lợi ích phúc lợi kinh tế của đất nước. Sự khác biệt càng lớn giữa hai nước, lợi ích càng nhiều hơn từ việc chuyên môn hóa.
Wassily Leontief thực hiện một nghiên cứu về lý thuyết này cho rằng dường như nó đã mất giá trị. Ông lưu ý rằng Hoa Kỳ đã có rất nhiều vốn; do đó, nó sẽ xuất khẩu sản phẩm thâm dụng vốn và nhập khẩu các sản phẩm thâm dụng lao động. Thay vào đó, ông thấy rằng nó xuất khẩu các sản phẩm sử dụng nhiều lao động hơn so với nhập khẩu các sản phẩm đó. Phát hiện này được gọi là nghịch lý Leontief.

## Các ấn phẩm quan trọng

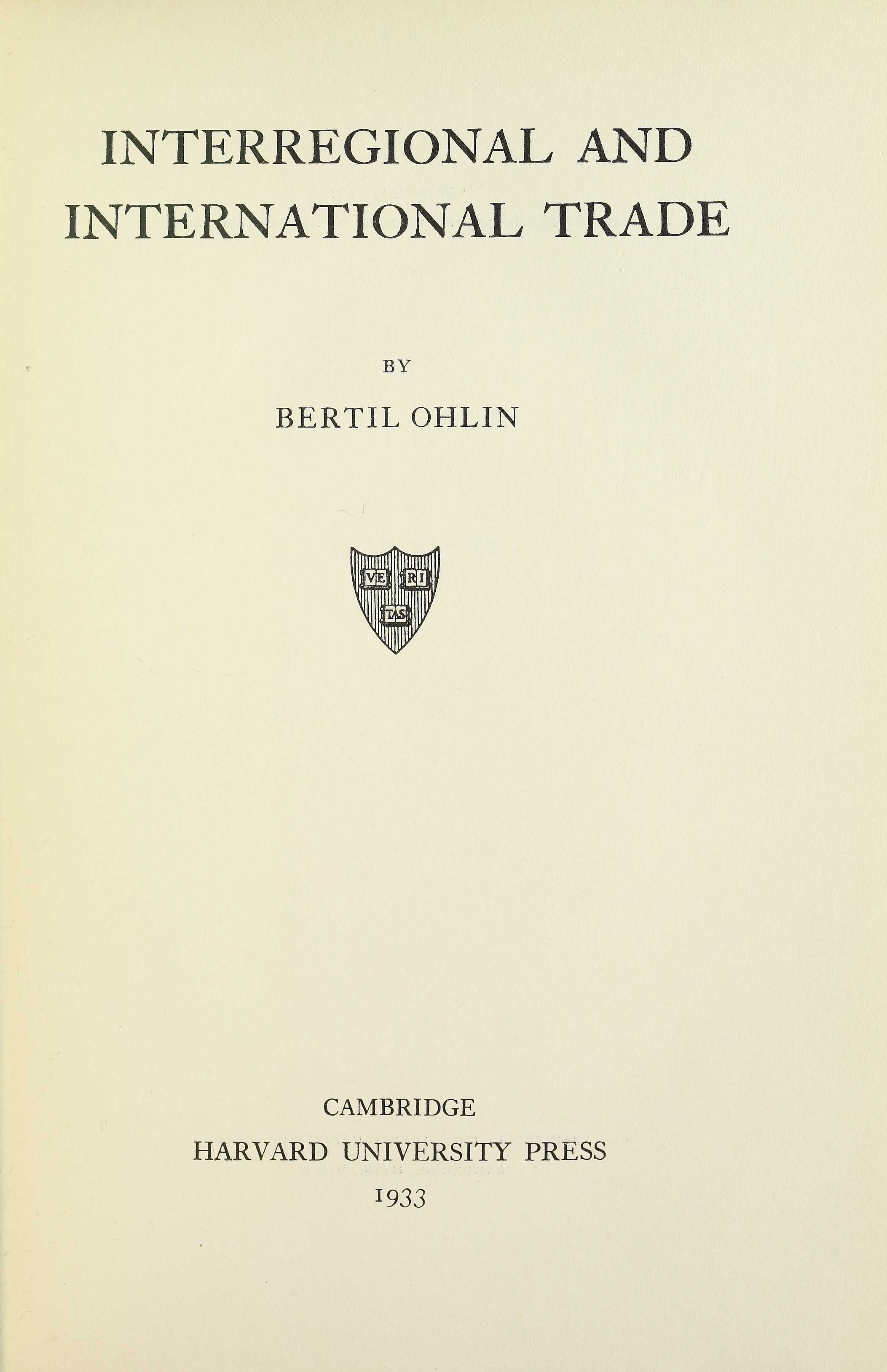
Interregional and international trade, 1933

- The German Reparations Problem, 1930
- The Cause and Phases of the World Economic Depression. Report presented to the Assembly of the League of Nations Geneva: Secretariat of the League of Nations; 1931.
- Interregional and International Trade, 1933
- Mechanisms and Objectives of Exchange Controls, 1937

## Sách
- Encyclopædia Britannica Online "International trade"
- NobelPrize.org "Why Trade?"
- Chapter 60 The Heckscher–Ohlin (Factor Proportions) Model

## Liên kết mở rộng
- Bertil Ohlin
- Bertil Ohlin Institute
- Ohlin's life Lưu trữ ngày 15 tháng 3 năm 2016 tại Wayback Machine
- Bertil Ohlin – Autobiography
- Nobel lecture
- Presentation: THE YOUNG OHLIN ON THE THEORY OF INTERREGIONAL AND INTERNATIONAL TRADE Lưu trữ ngày 19 tháng 2 năm 2006 tại Wayback Machine
- IDEAS/RePEc
- Bertil Gotthard Ohlin (1899–1979). The Concise Encyclopedia of Economics. Library of Economics and Liberty (ấn bản thứ 2). Liberty Fund. 2008.